# Aeropuerto Nacional de Agualeguas
El Aeropuerto Nacional de Agualeguas (IATA: ninguno, OACI: MMAL) es un aeropuerto localizado en Agualeguas, Nuevo León, México. Actualmente es un aeropuerto sin uso y en planes de remodelación.

## Información
El aeropuerto fue inaugurando siendo presidente Carlos Salinas de Gortari y fue construido para recibir hasta aviones tipo Boeing 747. El aeropuerto recibió al presidente George Bush a bordo del Air Force One el 26 de noviembre de 1990 para comenzar las pláticas para establecer un tratado de libre comercio entre ambos países.
Actualmente el aeropuerto se encuentra muy deteriorado y en abandono después de haber sido sede del 76 Batallón de Infantería del Ejército Mexicano.
El aeropuerto inicialmente fue creado para acoger aviones privados. Desde su cierre, los terrenos fueron reutilizados como base militar, sin embargo, en 2012 se aprobó un plan estatal para remodelar el aeropuerto con fines comerciales y así potenciar el desarrollo económico de la región.